# Hipolit Cieszkowski

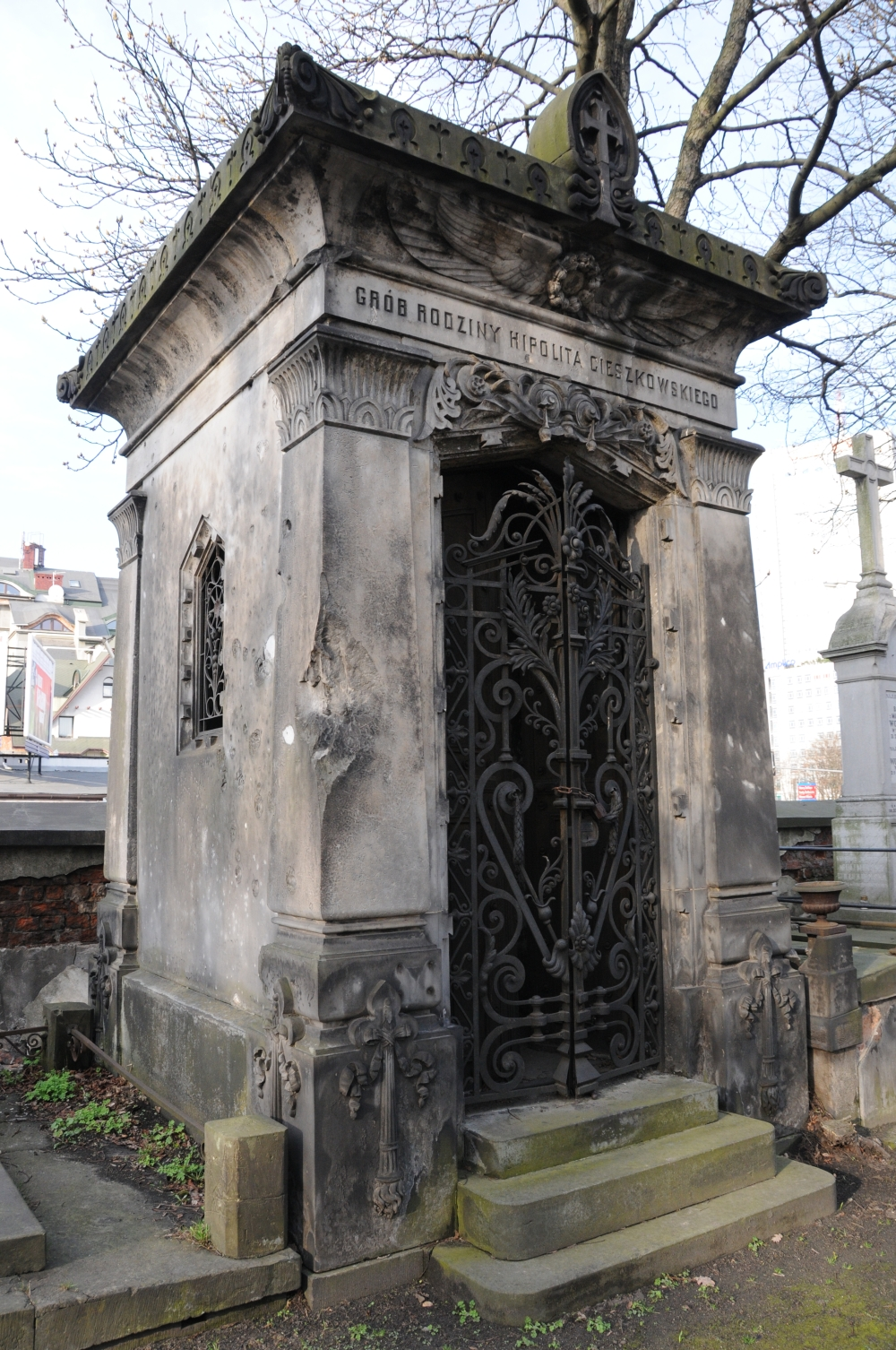
Grobowiec rodzinny Hipolita Cieszkowskiego na Cmentarzu Powązkowskim w Warszawie

Hipolit Cieszkowski (ur. 1835, zm. 1907 w Warszawie) – inżynier, budowniczy linii kolejowych w Polsce m.in. Łódź – Koluszki, Dęblin – Dąbrowa Górnicza, Koluszki – Skarżysko-Kamienna i Skarżysko-Kamienna – Ostrowiec Świętokrzyski, gdzie wybudował ponad 200 mostów metalowych ze stali zlewnej.
Był Prezesem Rady Nadzorczej Towarzystwa Kolei Fabryczno-Łódzkiej (ekspl. linii Łódź – Koluszki).
Pochowany na został cmentarzu Powązkowskim.